# Барра-ду-Ору

Барра-ду-Ору на карте штата.

Барра-ду-Ору (порт. Barra do Ouro) — муниципалитет в Бразилии, входит в штат Токантинс. Составная часть мезорегиона Восточный Токантинс. Входит в экономико-статистический микрорегион Жалапан. Население составляет  4 123 человека на 2010 год. Занимает площадь 1 106,345 км². Плотность населения — 3,73 чел./км².

## Демография
Согласно сведениям, собранным в ходе переписи 2010 г. Национальным институтом географии и статистики (IBGE), население муниципалитета составляет:
| Полное население                               | Полное население                               | Полное население                               | Полное население                               | 4 123 |
| ---------------------------------------------- | ---------------------------------------------- | ---------------------------------------------- | ---------------------------------------------- | ----- |
| в том числе:                                   | Городское население                            | 2 186                                          | Процент городского населения, %                | 53,02 |
|                                                | Сельское население                             | 1 937                                          | Процент сельского населения, %                 | 46,98 |
|                                                | Мужское население                              | 2 195                                          | Процент мужского населения, %                  | 53,24 |
|                                                | Женское население                              | 1 928                                          | Процент женского населения, %                  | 46,76 |
| Плотность населения, чел/км²                   | Плотность населения, чел/км²                   | Плотность населения, чел/км²                   | Плотность населения, чел/км²                   | 3,73  |
| Население муниципалитета в % к населению штата | Население муниципалитета в % к населению штата | Население муниципалитета в % к населению штата | Население муниципалитета в % к населению штата | 0,30  |

По данным оценки 2016 года население муниципалитета составляет 4 460 жителей.

## Статистика
- Валовой внутренний продукт на 2003 составляет 5.421.685,00 реалов (данные: Бразильский институт географии и статистики).
- Валовой внутренний продукт на душу населения на 2003 составляет 1.471,29 реалов (данные: Бразильский институт географии и статистики).
- Индекс развития человеческого потенциала на 2000 составляет 0,616 (данные: Программа развития ООН).

## Важнейшие населенные пункты
| № | Населённый пункт | Населённый пункт (порт.) | Категория | Население чел. (2010) | На карте                       |
| - | ---------------- | ------------------------ | --------- | --------------------- | ------------------------------ |
| 1 | Барра-ду-Ору     | Barra do Ouro            | город     | 2 186                 | 7°42′46″ ю. ш. 47°40′26″ з. д. |
| 2 | Морру-Гранди     | Morro Grande             | поселок   | 984                   | 7°51′04″ ю. ш. 47°32′35″ з. д. |